# 浮空器

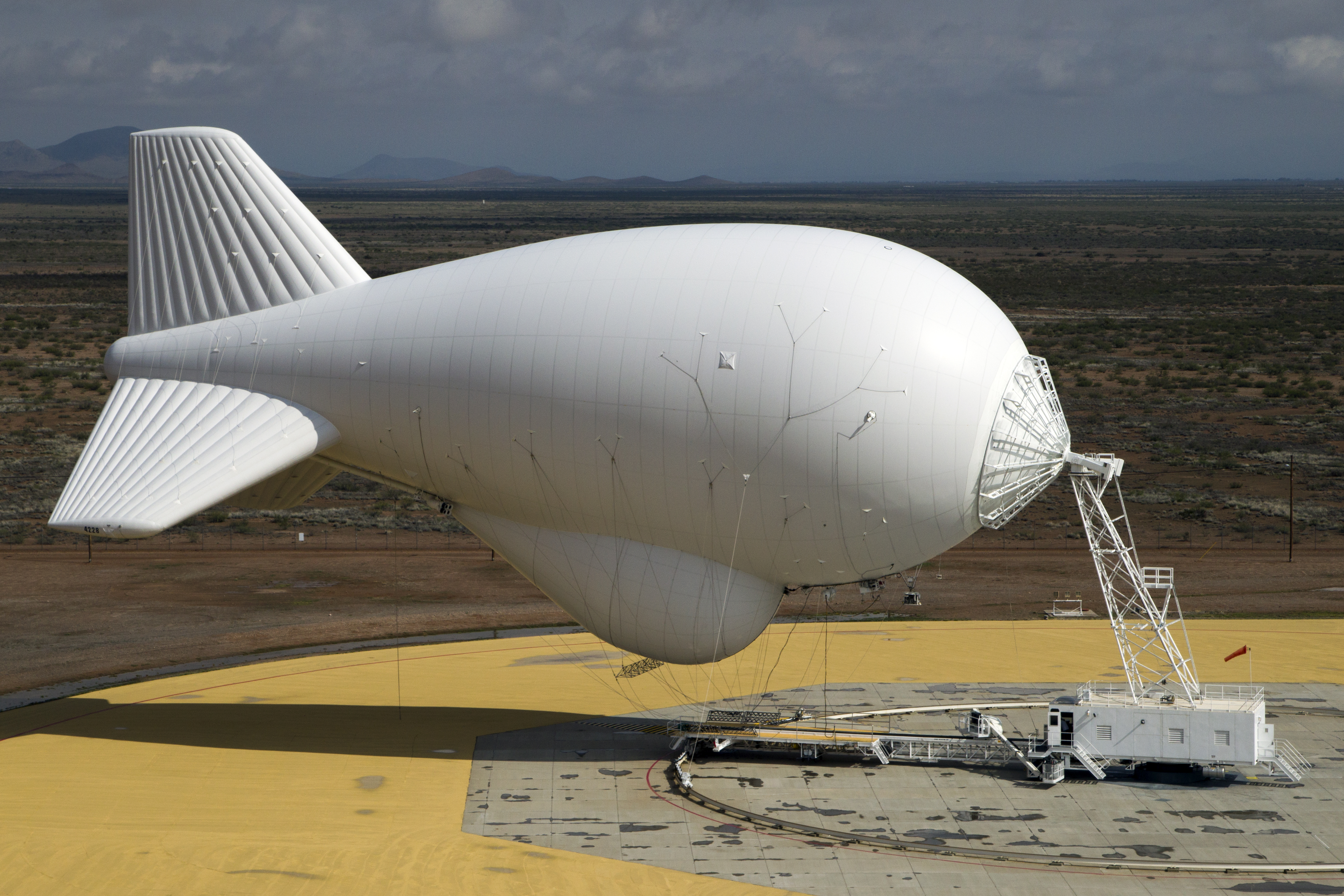
美国国土安全部使用的现代航空器——系留气球雷达系统（TARS）

也称“轻于空气的航空器”（lighter-than-air aircraft），是一类依靠比重低于空气的氣體所產生的浮力克服重力达到悬浮飞行的航空器，通常包括氣球、飛艇及混合飞船。浮空器的主要部分為由气密蒙皮所形成的氣囊，内含热空气、氢气或氦气等升力气体，通过排开空气体积产生浮力。有一些浮空器（主要是飞艇）为了能够逆风移动会配备螺旋桨等推力装置，而这些浮空器通常会在气囊外额外加上刚度更高的保护性蒙皮或甚至硬性框架。
浮空器在20世纪早期曾是最受欢迎的航空载具，但在1937年兴登堡号空难后迅速没落被固定翼飞机取代，如今只在旅游观光、气象研究和广告营销等领域仍有使用。现今浮空器的世界纪录是2010年英聯邦運動會开幕式上釋放的有史以來最巨大的一个氦气球，长80（260英尺）、宽40（130英尺）、高12（39英尺）。

## 定義
浮空器有兩種意義。廣義上是指所有主要依靠浮力來升空的浮空器；狹義上是指常見的浮空器，如繫留氣球。本文是指廣義的那種。

## 類型

### 繫留氣球
用一條或多條線繩繫將氣球繫在地面上，比起其他類型的浮空器，繫留氣球不能自由地飛。最為著名的繫留氣球是防空氣球。一些繫留氣球以它們的外型和鰭獲得一些氣動浮力。繫留氣球也用於觀光與廣告。Aerophile SA在1994年製造了第一顆，到目前為止在二十五個國家裡賣出了五十顆，成為了世上最大量的輕大氣載具，每年乘載了超過300000位乘客飛行。

### 氦風箏
氦風箏（Helikites）這個有專利的商標名稱將氦氣球與風箏的名稱合為一體。透過風與氦氣來獲得升力。雖然不是必須的，但氣球通常為扁圓體。氦風箏是一種繫留浮空器。美國海關將其歸類為「其它無動力大氣載具」，而不是氣球。不列顛民航管理局給這個東西自己一個分類，並非風箏或氣球。氦風箏不需要風也能飛，所以不是風箏。當總密度比空氣大時還是能飛，所以不是氣球。所以氦風箏是一個浮空器中的新分類。它們比其他浮空器可以飛得更穩更久。

### 自由氣球
自由飛行的大氣載具，藉由風來移動，包括氦氣球、熱氣球和充氣氣球。

### 飛艇
飛艇相對於自由氣球多了推進動力且可操縱方向。一些飛船可透它們的外型或外加鰭等造型物來獲得氣動升力，這種類型又稱作混合飛船。

## 相片集

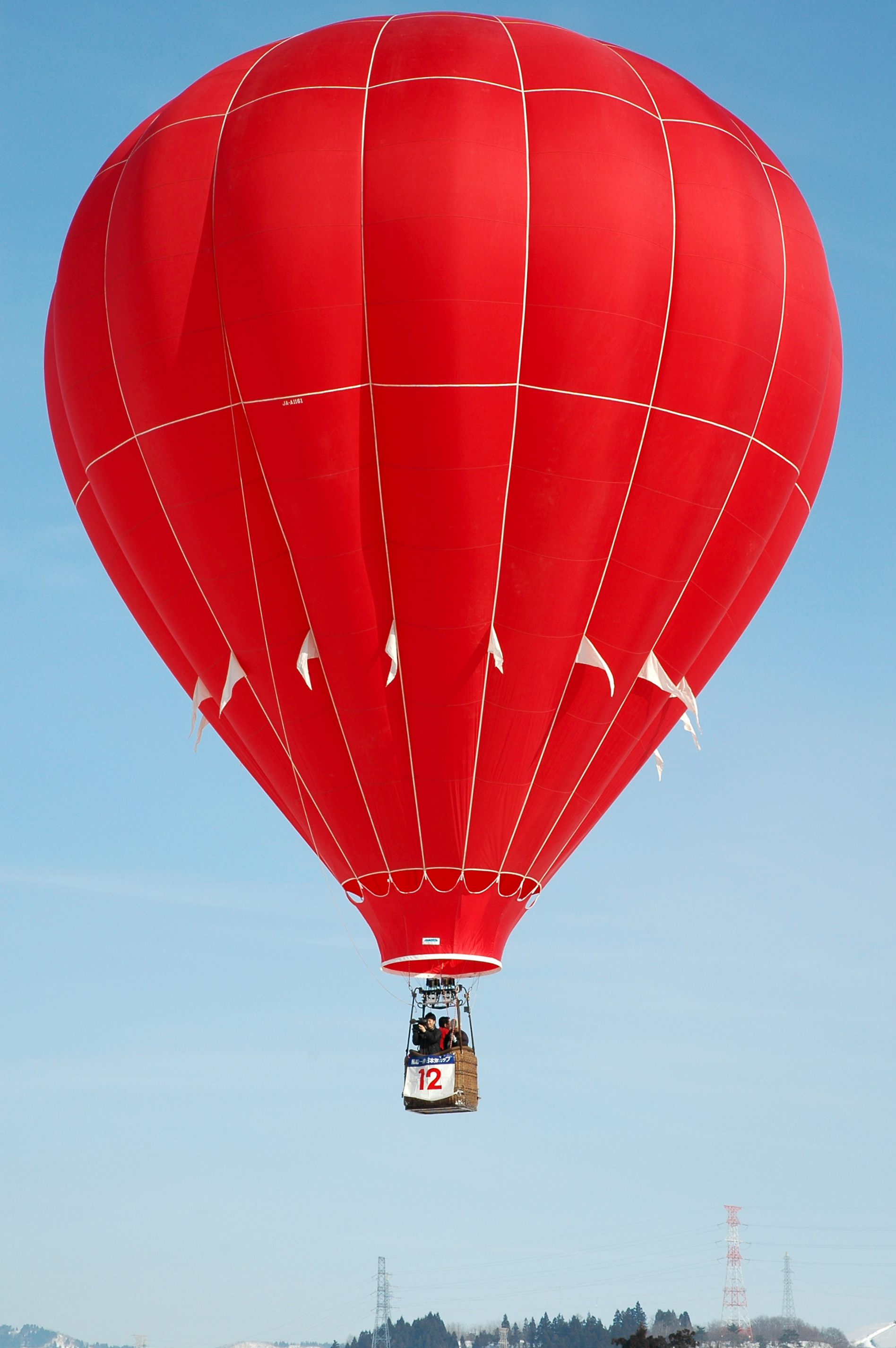
上方為一熱氣球，屬自由氣球。
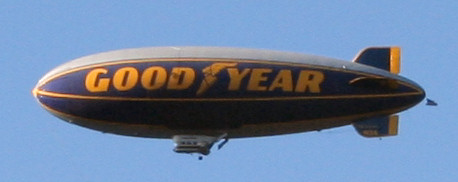
上方為一飛艇，其有動力以推動自身前往某指定方向。

## 外部連結
- 飛艇資料 （页面存档备份，存于）
- "浮空器中五個主要類型的插圖" （页面存档备份，存于） Popular Mechanics，1930年6月